# Mazia
Mazia é um gênero monotípico de borboletas da família Nymphalidae  que contém a espécie Mazia amazonica encontrada na América do Sul.

## Subespécies
- M. a. amazonica (Bates, 1864) (Brasil)
- M. a. cocha (Lamas, 1905) (Equador, Peru)
- M. a. tambopata (Lamas, 1995) (Peru)